# Ugny-sur-Meuse
Ugny-sur-Meuse település Franciaországban, Meuse megyében. Lakosainak száma 106 fő (2022. január 1.). Ugny-sur-Meuse Rigny-la-Salle, Saint-Germain-sur-Meuse és Vaucouleurs községekkel határos.

## Népesség
A település népessége az elmúlt években az alábbi módon változott:
| Lakosok száma | 142  | 117  | 119  | 107  | 103  | 106  | 109  | 111  | 110  | 106  |
|               | 1968 | 1982 | 1990 | 2006 | 2013 | 2015 | 2017 | 2019 | 2020 | 2022 |